# Vexillifera ottoi
Vexillifera ottoi – gatunek ameby należący do rodziny Vexilliferidae z supergrupy Amoebozoa w klasyfikacji Cavaliera-Smitha.
Trofozoit osiąga wielkość 18 – 27 μm. Jądro wielkości 5 – 6 μm.
Występuje w Atlantyku, Zatoce Meksykańskiej.